# روبرتو أكوستا
روبرتو أكوستا (بالإسبانية: Roberto Acosta)‏ (12 يوليو 1984 بأسونسيون في باراغواي - ) هو مدرب كرة قدم ولاعب كرة قدم باراغواياني في مركز حراسة المرمى. لعب مع نادي ليبرتاد وTacuary ‏ ونادي سول دي أميريكا.

## وصلات خارجية
- روبرتو أكوستا على موقع قاعدة بيانات كرة القدم.إي يو (الإنجليزية)
- روبرتو أكوستا على موقع Soccerway.com (الإنجليزية)
- روبرتو أكوستا على موقع عالم كرة القدم.نت (الإنجليزية)